# Moscow Stars
L'equip Moscow Stars (codi UCI: MST), conegut anteriorment com a Omnibike Dynamo Moscou, va ser un equip ciclista professional rus, que competí de 2005 a 2007. Va tenir categoria continental. No s'ha de confondre amb el posterior equip Moscow.

## Principals resultats
- Memorial Oleg Diatxenko: Maksim Karpatxov (2005)
- Mayor Cup: Ivan Terenin (2005)
- Cinc anells de Moscou: Eduard Vorganov (2005), Aleksandr Khatúntsev (2006)
- Gran Premi de Sotxi: Aleksandr Khatúntsev (2005), Serguei Kolésnikov (2006)
- Gran Premi de Moscou: Aleksandr Khatúntsev (2006)
- Ruta d'Or: Serguei Kolésnikov (2006)
- Tour de Finisterre: Serguei Kolésnikov (2006)
- Circuit de les Ardenes: Serguei Kolésnikov (2006)
- Clàssica Loira Atlàntic: Serguei Kolésnikov (2006)
- Gran Premi Riga: Serguei Kolésnikov (2006)
- Tour de Hainan: Serguei Kolésnikov (2006)
- Tour del Mar de la Xina Meridional: Aleksandr Khatúntsev (2006)
- Boucle de l'Artois: Aleksandr Khatúntsev (2006), Andrei Kliúiev (2007)
- París-Troyes: Iuri Trofímov (2006, 2007)
- Roue tourangelle: Serguei Kolésnikov (2006), Iuri Trofímov (2007)
- Gran Premi de Sotxi: Aleksei Schmidt (2007)

### A les grans voltes
- Giro d'Itàlia
  - 0 participacions

- Tour de França
  - 0 participacions

- Volta a Espanya
  - 0 participacions

## Classificacions UCI
L'equip participa en les proves dels circuits continentals i principalment en les curses del calendari de l'UCI Europa Tour.
UCI Àfrica Tour
| Temporada | Classificació per equips | Millor ciclista en la classificació individual |
| --------- | ------------------------ | ---------------------------------------------- |
| 2007      | 9è                       | Vasily Khatuntsev (55è)                        |

UCI Àsia Tour
| Temporada | Classificació per equips | Millor ciclista en la classificació individual |
| --------- | ------------------------ | ---------------------------------------------- |
| 2005      | 19è                      | Vladislav Borisov (49è)                        |
| 2006      | 32è                      | Eduard Vorganov (97è)                          |
| 2007      | 24è                      | Andrei Kliúiev (62è)                           |

UCI Europa Tour
| Temporada | Classificació per equips | Millor ciclista en la classificació individual |
| --------- | ------------------------ | ---------------------------------------------- |
| 2005      | 15è                      | Eduard Vorganov (92è)                          |
| 2006      | 3r                       | Serguei Kolésnikov (4t)                        |
| 2007      | 24è                      | Andrei Kliúiev (31è)                           |